# Racovița (gmina Racovița)
Racovița – wieś w Rumunii, w okręgu Vâlcea, w gminie Racovița. W 2011 roku liczyła 310 mieszkańców.